# Aneinu
Aneinu,  Aneynu ou Anainu (do hebraico Responda-nos) é uma oração judaica de expiação, solicitando a Elohim que perdoe e proteja seus seguidores. Ela geralmente é recitada por um chazan nos dias de festividade pública como a Jejum de Guedalias, Asara BeTevet, Festa de Ester, 17 de Tamuz e Tisha B'Av.